# Scooba
Scooba is een plaats (town) in de Amerikaanse staat Mississippi, en valt bestuurlijk gezien onder Kemper County.

## Demografie
Bij de volkstelling in 2000 werd het aantal inwoners vastgesteld op 632.
In 2020 is het aantal inwoners door het United States Census Bureau geschat op 744.

## Geografie
Volgens het United States Census Bureau beslaat de plaats een oppervlakte van
6,4 km², geheel bestaande uit land. Scooba ligt op ongeveer 64 m boven zeeniveau.

## Plaatsen in de nabije omgeving
De onderstaande figuur toont nabijgelegen plaatsen in een straal van 32 km rond Scooba.